# На край света…
«На край света…» — советский художественный фильм, поставленный режиссёром Родионом Нахапетовым по пьесе Виктора Розова «В дороге». Премьерный показ состоялся 6 апреля 1976 года. Фильм был удостоен Большого приза на III Международном кинофоруме в Любляне «Человек — труд — творчество» (1976).

## Сюжет
Герой фильма — москвич Володя (Вова), два года назад окончивший школу и сменивший с тех пор три места работы. Его беззаботность и ёрничество раздражают и беспокоят родителей. Отец в сердцах называет Володю «бесчувственным болваном», а мать пытается во сне отстричь его длинные волосы («патлы», по выражению отца). После очередной ссоры Вова решает уехать к дяде Васе, живущему в небольшом городке за Уралом.
Дядина семья встречает Вову радушно, но и здесь неизбежно возникают разговоры о необходимости найти себя в жизни. Раздражённый Вова прямо из праздничного застолья бросается на вокзал. За ним, пытаясь остановить столичного гостя, дядя посылает свою дочь Симу.
На московский поезд юношу без билета не пускают. Володя, обуреваемый яростью, шагает по шпалам, Сима старается не отставать.
Они встречают путевого обходчика, контуженного в боях за Москву. Сначала он радушно принимает ребят, но узнав, что Вова недолюбливает суетливую Москву, он требует от него ответа «значит, жизнь не отдашь за Москву?» и приходит в ярость.
Сима сообщает Вове, что она не родная, а приёмная дочь дяди. Вова ликует: «Так ты, может, Зина? Галя? Варя? Тоня? Фёкла? Ты — не ты! Ты — тайна, загадка!».
Вова пытается подработать, но сталкивается с приписками и снова уходит со скандалом: «Сима, смотри на вора — вот они какие!»
Наконец жизнерадостный верхолаз Владимир Пальчиков устраивает ребят чернорабочими на стройку.
Там их находит отец Симы («по следу, как собака»). Он ставит Вове диагноз: «Живёт в тебе какой-то сволочной бес».
Разбивается верхолаз Владимир Пальчиков, Вова переживает и пытается прочувствовать страх и смерть.
Ребята проезжают ещё какое-то расстояние по железной дороге и устраиваются рабочими на судостроительный завод: «я тут кистью мажу, а ты что-то долбишь».
У Симы «двустороннее крупозное воспаление лёгких». Володя пишет ей записку с признанием в любви. Врач читает её лежащей без сознания Симе.
В финале Вова и Сима (в новом платье) бегают по полю и кричат о своих чувствах.

## История создания
Манера ленты изобразительно-экспрессивна — неуспокоенность Володи, стремление к переменам переданы также при помощи движения камеры: проездов, съёмок с рук, с вертолёта. <…> Но крупные планы лиц словно призывают остановиться, вглядеться. В наиболее важные моменты постановщик прибегает к стоп-кадрам
В середине 1960-х годов режиссёр Михаил Калатозов сделал первую попытку экранизировать пьесу Виктора Розова «В дороге», однако заявка с рабочим названием «А, б, в, г, д…» была отклонена чиновниками от кино. Через 10 лет Родион Нахапетов вновь представил в Госкино сценарий, написанный Розовым по своей же пьесе. На сей раз возражений не последовало. Однако и выбор актёров, и сам процесс съёмок контролировались руководством киностудии «Мосфильм» весьма жёстко.
Исполнительницу роли Симы Веру Глаголеву операторы увидели в очереди в буфете киностудии, куда она пришла с подругой. До этого Глаголева уже работала на «Мосфильме», помогала отбирать детей для съёмок в фильмах. Глаголева согласилась подыграть актёру, пробовавшемуся на роль Володи. Она быстро выучила текст и вела себя очень естественно. Нахапетов объяснял раскованность Веры тем, что она не стремилась к артистической карьере, а потому не волновалась. Сама Глаголева говорит, что ей сразу предложили роль в фильме, поэтому она была уверена, что она — единственная претендентка, и поэтому не волновалась. На самом деле на роль Симы утвердили другую актрису, но Родион Нахапетов настоял, чтобы в фильме снялась Глаголева. Вскоре Нахапетов и Глаголева поженились.
На роль Володи худсовет утвердил Вадима Михеенко, у которого уже был небольшой кинематографический и театральный опыт. Исполнителя роли Пальчикова Александра Феклистова не одобрил директор киностудии «Мосфильм» Николай Сизов. Юного верхолаза Пальчикова сыграл в итоге Андрей Ростоцкий.
Посмотрев готовую картину, руководство Госкино потребовало её переделать. Трижды киногруппа после правок и сокращений представляла ленту в Госкомитет по делам кинематографии и трижды её возвращали обратно на студию. По словам режиссёра, даже после переозвучивания и смещения акцентов фильм «оставался таким же колючим и неприемлемым для руководства, как вначале».

## В ролях
| Актёр              | Роль                    |
| ------------------ | ----------------------- |
| Вадим Михеенко     | Володя (Вова)           |
| Вера Глаголева     | Сима                    |
| Владимир Зельдин   | отец Володи             |
| Эльза Леждей       | мать Володи             |
| Пётр Глебов        | дядя Вася               |
| Борис Андреев      | путевой обходчик        |
| Мария Виноградова  | жена путевого обходчика |
| Андрей Ростоцкий   | верхолаз Пальчиков      |
| Николай Пастухов   | старик                  |
| Николай Корноухов  | шофёр                   |
| Махмуд Эсамбаев    | командированный         |
| Лариса Кадочникова | врач                    |
| Леонид Чубаров     | жуликоватый заведующий  |
| Бруно Ляуш         | бригадир на стройке     |